# Харківський марафон
Харківський марафон (Харківський міжнародний марафон) — міжнародний біговий марафон, який щорічно проходить в місті Харків, Україна.
Змагання орієнтовані на участь професійних спортсменів, любителів бігу, спорту та здорового способу життя. Харківський марафон проводиться щорічно, починаючи з 2014 року.
Перший Харківський марафон відбувся 12 квітня 2014 року. Старт зібрав більше 10000 учасників та потрапив до Книги рекордів України як наймасовіший забіг за кількістю зареєстрованих учасників.
Траса Харківського міжнародного марафону сертифікована Асоціацією міжнародних марафонів і пробігів (AIMS).

## Переможці на дистанції 42 км
| Рік  | Чоловіки                       | Час     | Жінки                | Час     |
| ---- | ------------------------------ | ------- | -------------------- | ------- |
| 2014 | Ігор Русс                      | 2:18:17 | Валентина Полтавська | 2:53:44 |
| 2015 | Дмитро Пожевілов               | 2:35:01 | Олена Симонок        | 3:17:18 |
| 2016 | Українець Сергій               | 2:23:01 | Угринчук Оксана      | 2:56:44 |
| 2017 | Артем Піддубний                | 2:25:44 | Тетяна Рибальченко   | 3:05:08 |
| 2018 | Серем Бенджамін Кіпроп (Кенія) | 2:18:13 | Тетяна Вілісова      | 2:51:45 |
| 2019 | Кіруі Роберт Кипкоич (Кенія)   | 2:26:26 | Тетяна Вілісова      | 2:48:39 |
| 2020 | Дмитро Пожевілов               | 2:29:41 | Вероніка Калашнікова | 3:04:24 |

Рекорд траси 42 км: 2018 рік — Серем Бенджамін Кіпроп (Кенія) 2:18:13.

## Учасники
| Рік             | Всього учасників (42 км) | Всього учасників |
| --------------- | ------------------------ | ---------------- |
| 2014            | 243                      | 12140            |
| 2015            | 205                      | 9560             |
| 2016            | 301                      | 8700             |
| 2017            | 296                      | 9500             |
| 2018            | 358                      | 10100            |
| 2019            | 348                      | 11000            |
| 2020 (Covid-19) | 750                      | 5300             |

## Історія
Перший Харківський марафон відбувся 12 квітня 2014 року. Траса 42,195 км була прокладена через 3 центральні магістралі міста: вул. Сумську, вул. Пушкінську та проспект Науки (в 2014 — просп. Леніна). Маршрут проходив через основні пам'ятки міста: ЦПКіВ імені Горького, сад ім. Шевченко, фонтану «Дзеркальний струмінь», Історичний музей, Площу Конституції. Країни учасники забігу: Україна, Кенія, Перу, Велика Британія, Зімбабве, Польща, Китай, Німеччина, США.
В рамках марафону відбулися Кубок України з марафону, чемпіонат України з напівмарафону.
За кількістю зареєстрованих учасників у 2014 році Харківський марафон потрапив до Книги рекордів України.
У 2018 році встановлено абсолютний рекорд траси на дистанції 42 км. Serem Benjamin Kiprop (Кенія) подолав дистанцію за 2:18:13.
У 2020 році через пандемію COVID-19 захід було перенесено з квітня на 4-5 жовтня 2020. Трасу забігу було замінено у вигляді виключення через карантинні умови, а старти були розбиті на 2 дні за дистанціями та середнім темпом бігунів.